# Moine (rivière)
Pour les articles homonymes, voir Moine (homonymie).
La Moine est une rivière française qui coule dans les départements de Maine-et-Loire, des Deux-Sèvres et de la Loire-Atlantique, donc en régions Pays de la Loire et Nouvelle-Aquitaine. C'est un affluent de la Sèvre Nantaise en rive droite, donc un sous-affluent de la Loire.

## Géographie
De 68,8 km de longueur, la Moine traverse Cholet puis Montfaucon-Montigné et conflue dans la Sèvre Nantaise (rive droite) à Clisson. Environ 111 555 personnes habitent sur les communes traversées par la Moine.

### Communes et cantons traversés
Dans les trois départements des Deux-Sèvres, de Maine-et-Loire et de la Loire-Atlantique, la Moine traverse dix-huit communes et six cantons, soit, dans le sens amont vers aval :
- dans les Deux-Sèvres :
  - canton de Mauléon : Mauléon (source), Saint-Pierre-des-Échaubrognes ;

- en Maine-et-Loire :
  - canton de Cholet-2 : Yzernay, Maulévrier ;
  - canton de Cholet-3 : La Tessoualle, Cholet, Saint-Christophe-du-Bois ;
  - canton de Cholet-1 : La Séguinière ;
  - canton de Montfaucon-Montigné : La Romagne, Saint-André-de-la-Marche, Saint-Macaire-en-Mauges, La Renaudière, Roussay, Saint-Germain-sur-Moine, Montfaucon-Montigné, Saint-Crespin-sur-Moine ;

- en Loire-Atlantique :
  - canton de Clisson : Gétigné, Clisson (confluence).

### Toponymes
La Moine a donné son nom aux trois communes suivantes : Saint-Crespin-sur-Moine, et Saint-Germain-sur-Moine et Sèvremoine.

### Bassin versant
Le bassin de la Moine couvre une superficie totale de 384 km2, répartie en deux zones hydrologiques, « La Moine de sa source au ruisseau de Copechanière (C) » (M720) et « La Moine du ruisseau de Copechanière (NC) à la Sèvre nantaise (NC) » (M721).

## Affluents
La Moine a vingt-neuf affluents référencés dont :
- la Planche Moine (rg) 6,8 km sur les deux communes de Saint-Pierre-des-Échaubrognes et Maulévrier avec deux affluents
- le ruisseau de la Guichardière (rd) 3,9 km sur la commune de Maulévrier
- le ruisseau de Chantoiseau (rg) 2 km sur la seule commune de Saint-Pierre-des-Échaubrognes
- le ruisseau des Arsies (rg)
- le Trézon (rd) 15,8 km sur six communes avec quatre affluents référencés.
- le ruisseau des Loges (rg)
- le Bodin (rg)
- la Godinière (rd)
- le ruisseau de la Petite Molinière (rd)
- la Copechanière (rg)
- le ruisseau de la Morbailloue (rd)
- le Laca,
- la Varenne (rd)
- le Pont à l'Ane (rd)
- le ruisseau de Hubeau (rd)
- le ruisseau l'Humeau (rg)
- le Lurette (rg)
- le ruisseau de l'Aiguefou (rd)
- le ruisseau de la Frapinière (rg)
- la Gourbelière (rg), 6,8 km sur les cinq communes de Gétigné, Boussay, Montfaucon-Montigné, Torfou, Saint-Germain-sur-Moine et sans affluent référencé.
- la Chenillière (rd), 3,3 km sur les trois communes de Gétigné, Saint-Crespin-sur-Moine et Saint-Germain-sur-Moine.

## Hydrologie

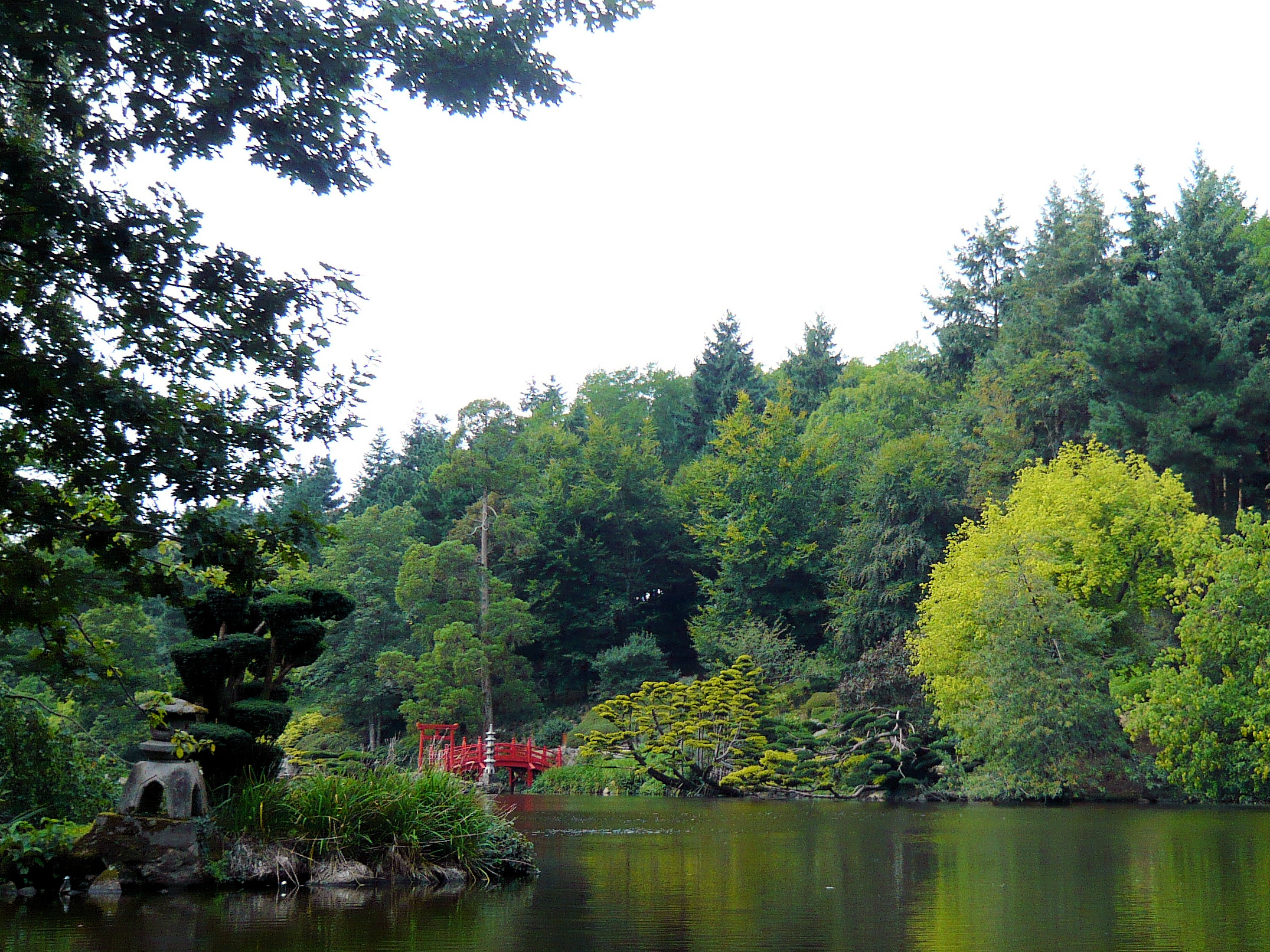
Le parc oriental de Maulévrier.

La Moine est une rivière abondante, à l'instar de ses voisines de la région de l'ouest du bassin de la Loire, proches du golfe de Gascogne, et avant tout de la Sèvre Nantaise.

### La Moine à Saint-Crespin-sur-Moine
Son débit a été observé durant une période de 15 ans (1993-2007), à Saint-Crespin-sur-Moine, localité du département de Maine-et-Loire située peu avant son confluent avec la Sèvre Nantaise. Le bassin versant de la rivière y est de 373 km2 (soit la presque totalité de celui-ci qui s'étend sur 384 km2).
Le module de la rivière à Saint-Crespin-sur-Moine est de 3 m3/s.
La Moine présente des fluctuations saisonnières de débit fort marquées, comme très souvent dans le bassin de la Loire. Les hautes eaux se déroulent en hiver et se caractérisent par des débits mensuels moyens allant de 4,96 à 8,49 m3/s, de décembre à mars inclus (avec un maximum très net en janvier). À partir de la seconde partie du mois de mars, le débit baisse rapidement jusqu'aux basses eaux d'été qui ont lieu de juin à septembre inclus, entraînant une baisse du débit mensuel moyen jusqu'à 0,695 m3/s au mois d'août. Mais ces moyennes mensuelles ne sont que des moyennes et occultent des fluctuations bien plus prononcées sur de courtes périodes ou selon les années.

### Étiage ou basses eaux
Aux étiages, le VCN3 peut chuter jusque 0,082 m3/s ce qui est sévère, mais ce fait est fréquent parmi les rivières de la région coulant sur le vieux socle armoricain peu perméable.

### Crues
Les crues peuvent être très importantes. Ainsi le débit instantané maximal enregistré a été de 120 m3/s le 3 janvier 2003, tandis que la valeur journalière maximale avait été de 95,1 m3/s le 22 janvier 1995. Les QIX 2 et QIX 5 valent respectivement 60 et 98 m3/s. Le QIX 10 est de 120 m3/s, le QIX 20 de 150 m3/s, tandis que le QIX 50 n'a pas été calculé faute de durée d'observation suffisante pour le déterminer valablement.
À titre de comparaison avec une importante rivière du bassin parisien, le QIX 10 du Loing en fin de parcours, rivière connue pour l'importance de ses crues, vaut 190 m3/s contre 120 pour la Moine, et que son QIX 20 se monte à 220 m3/s (contre 150 pour la Moine), et ce malgré un bassin dix fois plus étendu et un débit près de six fois plus important.

### Lame d'eau et débit spécifique
La Moine est alimentée par des précipitations relativement fournies dans son bassin. La lame d'eau écoulée dans son bassin versant est de 282 millimètres annuellement, ce qui est certes inférieur à la moyenne d'ensemble de la France, mais est cependant supérieur à la moyenne de la totalité du bassin de la Loire (plus ou moins 245 millimètres par an). Le débit spécifique (ou Qsp) atteint le chiffre de 8,9 litres par seconde et par kilomètre carré de bassin.